# HERO teaterproduktion
HERO teaterproduktion er en forening hvis formål er at skabe professionelle teaterproduktioner, som er målrettet turné. Foreningen ønsker at bidrage til udbredelsen af mindre kendte og sjældent spillede musikforestillinger, som normalt ikke bliver opsat på de store etablerede teatre og landsdelsscener. Foreningen, som blev stiftet i 2005, stod bl.a. bag opsætningen af Clark Gesners musical Du er en flink fyr, Søren Brun (eng. You're a good man, Charlie Brown), en musical som bygger på den populære tegneseriestribe Radiserne (eng. Peanuts). Opsætningen var på Danmarksturné i 2006.

## Ekstern henvisning
- Hero teaterproduktions hjemmeside (Webside ikke længere tilgængelig)

|  | Denne artikel kan blive bedre, hvis der indsættes geografiske koordinater Denne artikel omhandler et emne, som har en geografisk lokation. Du kan hjælpe ved at indsætte koordinater i wikidata. |